# International Association of Rebreather Trainers
International Association of Rebreather Trainers (IART) ist eine Tauchorganisation, welche sich auf die Ausbildung von Kreislauftauchgerättauchern und technischen Tauchern spezialisiert hat. Sie hat in ihren Sitz in Salmtal.

## Gründung
1997 wurde IART von Huber Stieve in Alt Duvenstedt konstituiert. Peter Grosserhode und Huber Stieve hatten erkannt, dass das Kreislaufgerätetauchen mit Sicherheitsrisiken verbunden war, auf welchen in der Sporttaucherausbildung nicht näher eingegangen wurde. Ein weiterer Punkt war, dass es Ende der 1990er keinen Verband gab, welcher in Deutschland das Ausbilden des "AP Valves – Buddy Inspiration Classic" (APV-BI) ermöglichte. Der erste "Auftrag" von IART war somit das Erstellen von Kursunterlagen für das APV-BI in enger Zusammenarbeit mit dem Hersteller. Im Jahr 2000 wurde IART von Chris Ullmann übernommen.

## Ausbildung
Die Ausbildung unterteilt sich in die folgenden drei Bereiche:

### Kreislauftauchgerät-Kurse
- Level I User
- Level II Extended Range
- Level III Advanced Trimix

### Open Circuit (OC)-Kurse
- Nitrox Diver
- Gas Blender
- Recreational Trimix
- Extended Range
- Advanced Trimix

### Sonstige Kurse
- Tauchlehrer-Kurse